# Bisdom Sion
Het bisdom Sion (Latijn: Dioecesis Sedunensis; Duits: Bistum Sitten; Frans: Diocèse de Sion) is een in Zwitserland gelegen rooms-katholiek bisdom met zetel in de stad Sion. Het bisdom staat, zoals alle Zwitserse bisdommen, als immediatum onder rechtstreeks gezag van de Heilige Stoel.
Het bisdom heeft een oppervlakte van 5.589 km². Het territorium beslaat het kanton Wallis, met uitzondering van de territoriale abdij van Sint-Mauritius en de gemeente Saint-Gingolph. Die laatste gemeente valt onder het Franse bisdom Annecy. Het district Aigle ligt niet in Wallis, maar behoort wel tot het bisdom Sion. In 2020 telde het bisdom ongeveer 260.000 katholieken op een totale bevolking van 358.000 (72,9%). Het bisdom telde toen 142 diocesane priesters en 20 permanente diakens die 157 parochies bedienden.

## Geschiedenis
In 1513 werd het bisdom losgemaakt van de kerkprovincie Tarentaise en direct onder de Heilige Stoel geplaatst. In 1634 werd de prinsbisschop van Sion gedwongen formeel afstand te doen van zijn wereldlijke rechten. In de 15e en 16e eeuw was het slot  Auf der Flüe in Naters regelmatig residentie van de bisschoppen van Sion. Sindsdien is de zetel van de bisschop en het domkapittel in de Onze-Lieve-Vrouwekathedraal van Sion.

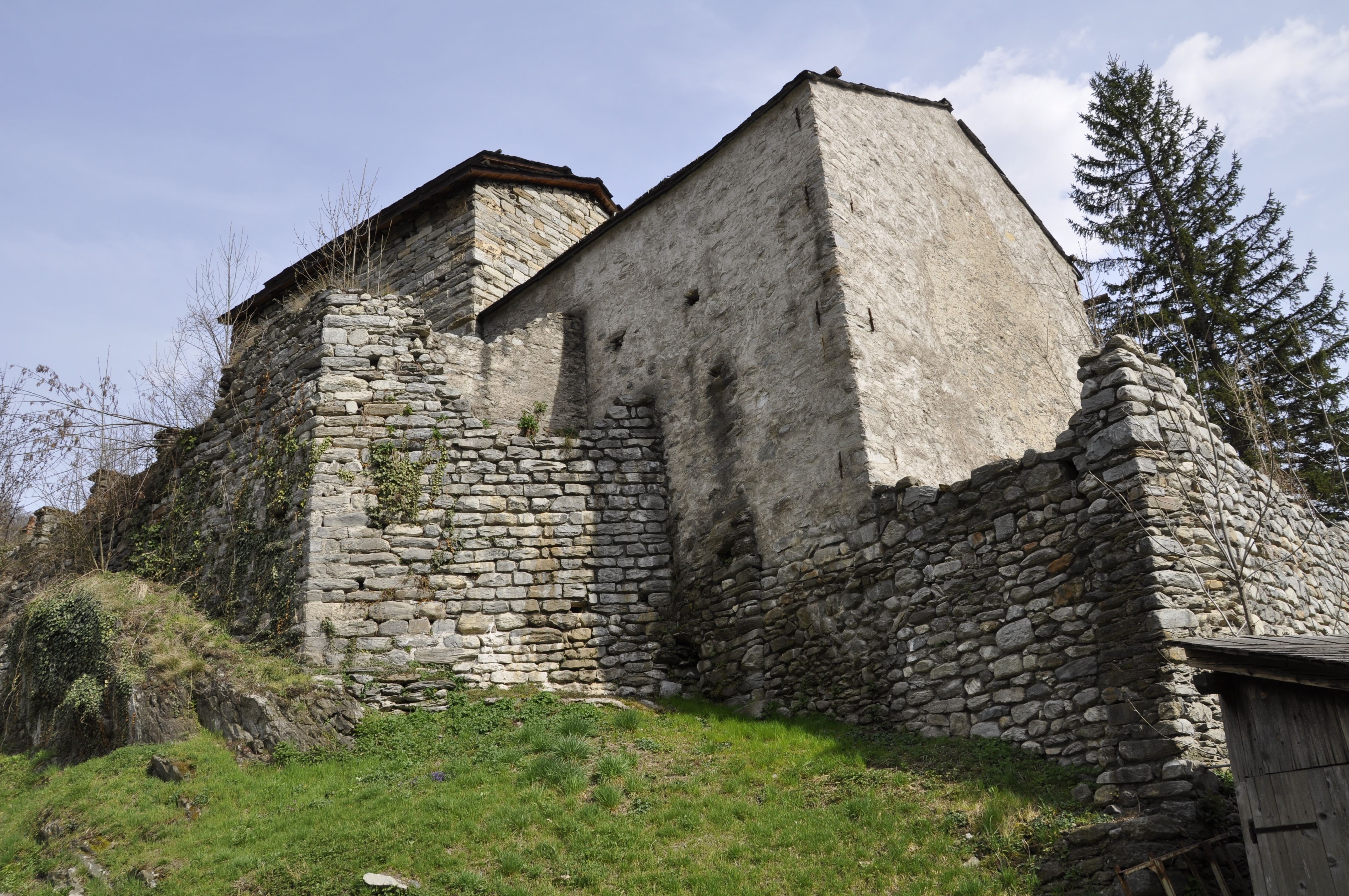
slot  Auf der Flüe in Naters
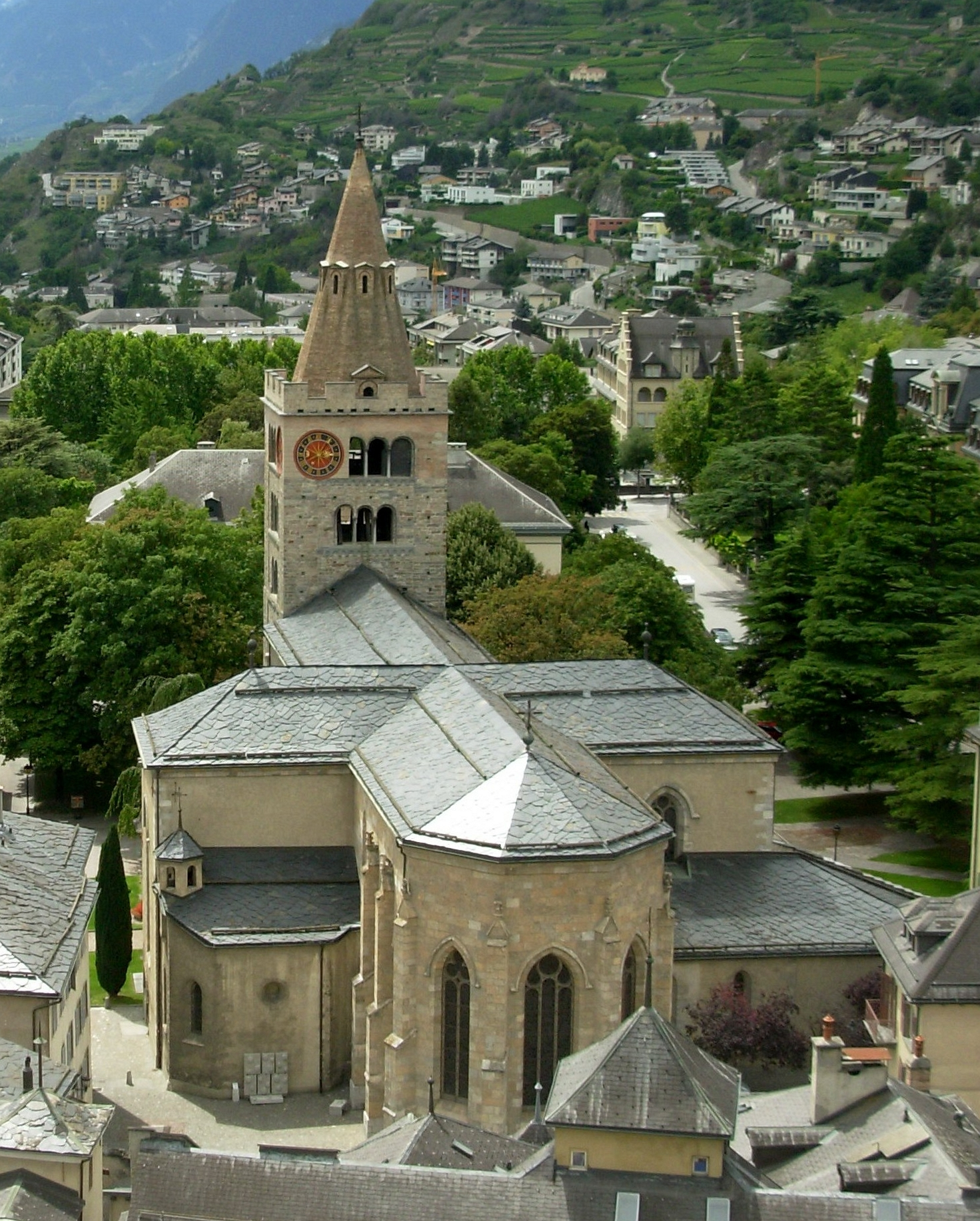
Kathedraal van Sion, zetel van het bisdom

## Bisschoppen
(sinds 1875)
- Adrian Jardinier (1875-1901)
- Jules-Maurice Abbet (1901-1918)
- Viktor Bieler (1919-1952)
- François-Nestor Adam, C.R.B. (1952-1977)
- Henri Schwery (1977-1995)
- Norbert Brunner (1995-2014)
- Jean-Marie Lovey, C.R.B. (2014-)